# Timur i jego drużyna
Timur i jego drużyna, (ros. Тимур и его команда) – powieść dla młodzieży napisana przez Arkadija Gajdara. W pierwszej wersji bohater miał na imię Dunkan, ale autora zmuszono do zmiany, wybrał wtedy imię swojego syna – Timur. Powieść ukazała się w 1940 w Pionierskiej Prawdzie. Grupa młodzieży pomaga anonimowo rodzinom żołnierzy Armii Czerwonej walczących z nienazwanym po imieniu wrogiem. Powieść przetłumaczono na wiele języków, w tym polski (przetłumaczyli Helena Jarmolińska, w 1946, Aleksander Wat, 1952, późniejsze wydania Danuty Wawiłow, 1979). Powieść sfilmowano w ZSRR w latach 1940 (na podstawie jeszcze nieukończonego rękopisu) oraz w 1976.

## Kontynuacja
W 1940 autor napisał drugą część – «Комендант снежной крепости» (Komendant śnieżnej twierdzy), sfilmowaną w 1965. Po napadzie Niemiec na ZSRR w 1941 Gajdar napisał scenariusz filmu «Клятва Тимура» (Przysięga Timura), zrealizowanego w 1942.